# Maurice Lugeon
Maurice Albert Lugeon, född 10 juli 1870, död 26 oktober 1953, var en schweizisk geolog.
Lugeon blev 1898 professor i geologi och paleontologi vid universitetet i Lausanne och en framstående alpgeolog. Sedan Marcel Bertrand 1884 först framställt överskjutningar som det viktigaste momentet i Alpernas byggnad, sammanfattade Lugeon i Les grandes mappes de recouvrement des Alpes du Chablais et de la Suisse (1902) Västalpernas geologiska byggnad som en serie av överskjutningstäcken, vilken tydning av Alpernas byggnad senare vann allmän anslutning.